# Linognathidae
Die Linognathidae sind eine Familie der Tierläuse, die als Ektoparasiten vor allem Paarhufer und Schliefer, einige Arten auch Hunde befallen. Wesentliche Merkmale zur Unterscheidung von anderen Tierläusen sind das Fehlen von Augen und auch von Augenhöckern (seitliche Fortsätze am Kopf hinter den Antennen). Zudem ist das erste Beinpaar deutlich schwächer entwickelt als die beiden übrigen und Paratergalplatten fehlen, was zur Unterscheidung von der zweiten tiermedizinisch relevanten Tierläusefamilie, den Haematopinidae herangezogen werden kann. Das Abdomen ist häutig und weist sechs Stigmen-Paare auf, hinter den Stigmata gibt es jeweils ein kleines Höckerchen.
Die Familie enthält drei Gattungen: Linognathus, Prolinognathus und Solenopotes. Von tiermedizinischer Bedeutung sind Linognathus und Solenopotes.